# Trixagus mediocris
Trixagus mediocris is een keversoort uit de familie dwergkniptorren (Throscidae). De wetenschappelijke naam van de soort werd in 1888 gepubliceerd door Léon Marc Herminie Fairmaire.